# Tonto Dikeh

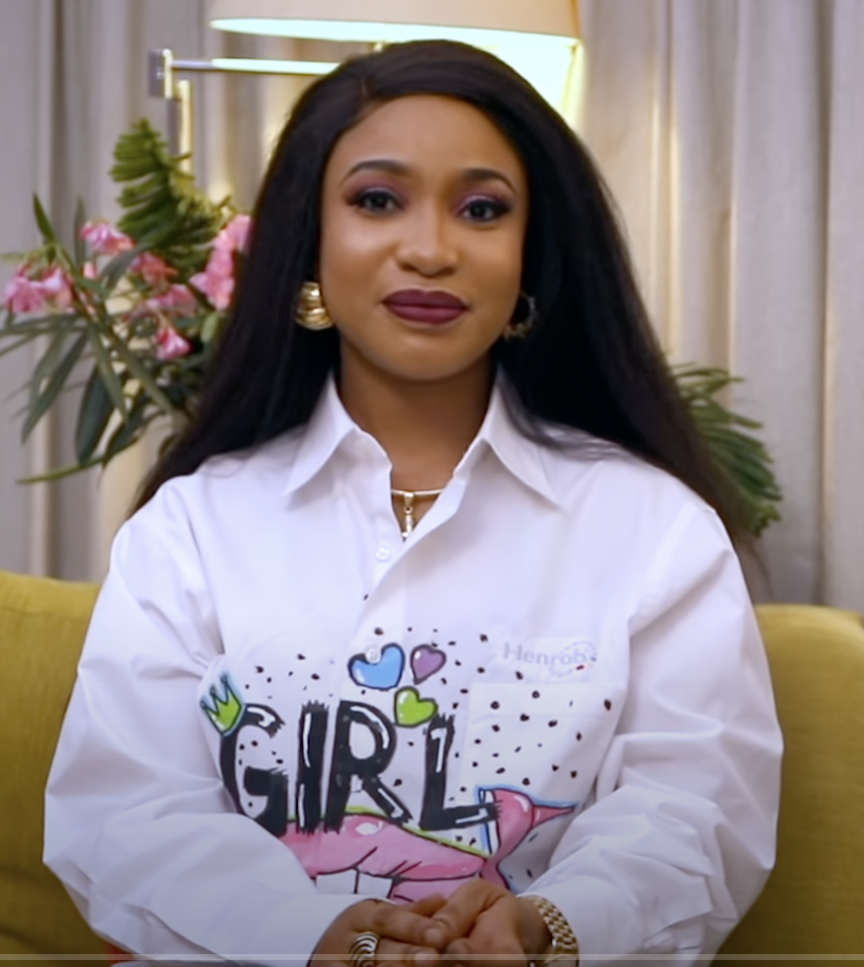
Tonto Dikeh

Tonto Dikeh hay tên đầy đủ là Tonto Wigo Charity Dikeh-Churchill (sinh ngày 9 tháng 6 năm 1985) là tên của một diễn viên, ca sĩ người Nigeria. Bà đến từ bang River và là người Ikwerre.

## Lí lịch và đời tư
Bà sinh ra trong một gia đình bảy người, bà là người con thứ 3 trong 5 anh chị em. Mẹ bà mất khi bà 3 tuổi. Ngoài ra, bà còn có 2 anh chị em nữa do cha bà tái hôn. Bà học tại trường đại học khoa học và công nghệ River, ở bang River về ngành công nghệ hóa dầu.
Tháng 8 năm 2015, bà kết hôn với Oladunni Churchill. Họ ly hôn vào tháng 2 năm 2016. Cô sinh đứa con đầu lòng, Andre Omodayo Churchill, vào ngày 22 tháng 6 năm 2016.
Vào ngày 8 tháng 3 năm 2017, tức là ngày Quốc tế phụ nữ, Tonto Dikeh đã thú nhận rằng bà bị bạo lực gia đình và bị nhiễm STD (một loại bệnh lây truyền qua đường tình dục) trong thời gian kết hôn. Trước đó, người ta suy đoán rằng chồng của bà ngoại tình với một người phụ nữ tên là Rosaline Meurer. Trên Instagram, Dikeh đã cáo buộc chồng bà đã làm bà sảy thai do bạo lực và một kẻ lừa đảo trên Internet với tên gọi là "yahoo boy".

## Sự nghiệp

### Điện ảnh
Bà xuất hiện trong một bộ phim tên là Dirty Secret (tạm dịch: Bí mật dơ bẩn), nó gây ra nhiều tranh cãi trong dư luận Nigeria vì có chứa nhiều cảnh quan hệ tình dục mà khi ấy đó là điều quá xa lạ đối với ngành công nghiệp điện ảnh của Nigeria.

### Âm nhạc
Bà phát hành hai bài hát tên là "Hi" và "Itz Ova". Mặc dù nhận được nhiều lời ca ngợi cho nỗ lực của bà, nhưng nó lại gây tranh cãi, đặc biệt là về khả năng ca hát của bà.
Ngày 13 tháng 6 năm 2014, ngôi sao nhạc Pop D'banj công bố nhãn hiệu thu âm mà hình của bà thì ở bên dưới cái logo. Tháng 3 năm 2015, bà đã phát ngôn rằng mình không quan tâm đến vấn đề này.

## Sản phẩm âm nhạc chọn lọc
| Tên                                  | Năm  | Nguồn  |
| ------------------------------------ | ---- | ------ |
| "Hi"                                 | 2012 | [ 11 ] |
| "Itz Ova"                            | 2012 | [ 11 ] |
| "Crazically Fit" (featuring Terry G) | 2012 | [ 12 ] |
| "Jeje"                               | 2013 | [ 13 ] |
| "Sheba" (featuring Solidstar)        | 2013 | [ 14 ] |
| "Ekebe"                              | 2014 | [ 15 ] |
| "Sugar Rush" (featuring D'banj)      | 2015 | [ 16 ] |

## Sản phẩm điện ảnh chọn lọc
| - Tea or Coffee (2006) - Pounds and Dollars (2006) - Missing Rib (2007) - Final Hour (2007) - Divine Grace (2007) - 7 Graves (2007) - Crisis in Paradise (2007) - Insecurity (2007) - Away Match (2007) - Games Fools Play (2007) - The Plain Truth (2008) - Love my Way (2008) - Before the Fall (2008) - Total Love (2008) - Strength to Strength (2008) | - Missing Child (2009) - Native Son (2009) - Dangerous Beauty (2009) - My Fantasy (2010) - Zara - Dirty Secret (2010) - Last Mission - Blackberry Babes Re-loaded (2012) - Secret Mission - Rush Hour - Fatal Mistake - Family Disgrace - Miss Maradonna - Mortal Desire - Criminal Widow 1 | - Criminal Widow 2 (2013) - Then Terror of a Widow 1 (2013) - Then Terror of a Widow 2 (2013) - Battle of the Queens (2014) - Throne of War (2014) |